# George Bentham
George Bentham (22 tháng 9 năm 1800 - 10 tháng 9 năm 1884) là một nhà thực vật học người Anh. được Duane Isely đánh giá là "Nhà thực vật hệ thống hàng đầu của thế kỷ 19".

## Tiểu sử
George Bentham sinh ngày 22 tháng 9 năm 1800 tại Stoke, Plymouth, Devonshire, Anh quốc. Cha của ông là Sir Samuel Bentham, một kiến trúc sư hải quân và là người em trai duy nhất của Jeremy Bentham sống đến tuổi trưởng thành. George Bentham đã không qua một trường học hay khóa giáo dục đại học nào, nhưng từ tuổi nhỏ đã sớm bộc lộ những năng khiếu, sự tỉ mỉ và tập trung cao độ trong tìm tòi nghiên cứu. Ông cũng có một năng khiếu về ngôn ngữ đáng kinh ngạc. Khi mới 7 tuổi, ông có thể nói tiếng Pháp, tiếng Đức và tiếng Nga, và ông đã học được tiếng Thụy Điển khi lưu trú ngắn ngày tại Thụy Điển khi lớn tuổi hơn chút. Khi kết thúc cuộc chiến tranh với Pháp, Benthams làm một tour du lịch dài qua nước đó, ở hai năm tại Montauban, nơi Bentham nghiên cứu tiếng Hebrew và toán học trong Thần học Tin Lành. Cuối cùng, ông định cư tại khu phố của Montpellier nơi cha ông, Sir Samuel, mua một bất động sản lớn.
George Bentham bắt đầu nghiên cứu thực vật bằng cách áp dụng các phương pháp khoa học của người chú Jeremy Bentham, và không phải chịu ảnh hưởng bởi bất cứ quan tâm đặc biệt trong lịch sử tự nhiên. Trong thời gian học tại Angoulême, ông đã có một bản sao cuốn Thực vật Pháp của A.P. de Candolle, và ông thấy hứng thú với các bảng phân tích dùng cho cây trồng. Ông ngay lập tức thử áp dụng chúng cho những cây đầu tiên mà ông thấy. Kết quả là thành công và ông vẫn tiếp tục áp dụng nó cho mọi nhà máy ông đã đi qua. Một chuyến viếng thăm London vào năm 1823 đã đưa ông tiếp xúc với các nhà thực vật học Anh.
Vào năm 1832, Jeremy Bentham chết, để lại tài sản cho cháu trai của ông, là George Bentham. Cùng thừa kế bất động sản của cha mình từ trước, ông có một nguồn lực tài chính ổn định, và có thể theo đuổi hết lòng nghiên cứu yêu thích của mình. Trong một thời gian các nghiên cứu của ông được phân chia giữa thực vật học, luật học và logic.
Ông mất ngày 10 tháng 9 năm 1884.